# Swara (Gorkha)
Swara (nep. स्वारा) – gaun wikas samiti w zachodniej części Nepalu w strefie Gandaki w dystrykcie Gorkha. Według nepalskiego spisu powszechnego z 2001 roku liczył on 517 gospodarstw domowych i 2454 mieszkańców (1243 kobiet i 1211 mężczyzn).